# Edgar Maalouf
Pour les articles homonymes, voir Maalouf.
Le General Edgar Fouad Maalouf (né le 21 mars 1934 à Forn El Chebbak au Liban et mort le 28 décembre 2018 à Fribourg en Suisse) est une personnalité politique libanaise et ancien général de l'Armée.

## Biographie
Sa carrière de haut-officier, proche du général Michel Aoun, le mène en 1988 à être nommé ministre au sein du gouvernement intérimaire dirigé par Aoun, à la fin du mandat du Président Amine Gemayel. Edgar Maalouf occupe alors plusieurs ministères (les Finances, l'Industrie et le Pétrole, le Tourisme, la Santé publique et les Affaires sociales, le Travail et les Travaux publics).
À la suite de la défaite militaire du général Aoun le 13 octobre 1990, Edgar Maalouf se retrouve exilé en Suisse (sa femme étant à moitié Suisse). Il y restera jusqu'au 7 mai 2005, après le retrait syrien du Liban, accompagnant une nouvelle fois Michel Aoun.
Il est élu un mois plus tard député grec-catholique du Metn, représentant le Courant patriotique libre, au sein du Bloc de la réforme et du changement. Il sera réélu en juin 2009 (regroupant environ 48 600 voix). Été 2009 il est élu député (Vice-Président - 1re Commission permanente) à l'Assemblée parlementaire de la Méditerranée.
En juin 2013 il a voté contre le prolongement de la durée du mandat de la législature jugeant cet acte anticonstitutionnel.

## CV
État civil
- Naissance le 21 mars 1934 à Furn Al Chebbak (originaire de Kfar Akab , Metn)
- Il est le second d’une fratrie de 5 enfants (son plus jeune frère, Paul Maalouf, pilote dans l'armée libanaise, fut tué en 1989).
- En 1974 il se marie avec Chantal Robert Helou (de Baabda). Il a 2 filles: Carine Maalouf et Joanne Maalouf de Tenorio
- Il a suivi ses études secondaires chez les frères à Gemmayzeh-Beyrouth
- Il a effectué des études en sciences politiques et économiques à l’Université Libanaise
- Il a eu son diplôme de sous-lieutenant dans l’artillerie de l’école militaire en 1956

Cursus scolaire
Il a poursuivi ses études aussi bien au Liban qu’à l’étranger :
- 1957-1960: École militaire d’artillerie de France
- 1963-1964: École des renseignements aux États-Unis
- 1967-1969: École militaire belge
- 1980 : École supérieure de management aux États-Unis

Vie Professionnelle
- Les postes les plus marquants ont été occupés au sein de l’armée et de la sûreté générale :
- 1962-1970: Chef de la sécurité dans l’armée libanaise
- 1971: Chef de la division de l’artillerie
- 1974-1975: Proviseur de l’école de sûreté générale
- 1978: Responsable des études et des stratégies dans l’armée libanaise
- 1979: Chef des opérations militaires dans l’armée libanaise
- 1981-1982: Assistant du secrétaire général de la défense nationale
- 1983-1984: Vice-président du commandant en chef de la stratégie et des études dans l’armée libanaise
- 1984-1988: Membre du conseil militaire
- 1988-1990: Membre du gouvernement transitoire présidé par le Général Michel Aoun. Il avait en charge successivement les portefeuilles ministériels suivants : ministère du budget, ministère de la santé, ministère de l’industrie et du pétrole, ministère des travaux publics, ministère du tourisme et ministère de l’emploi.
- 1991: Il se retrouve exilé avec le général M. Aoun et le général Abou Jamra, après plusieurs mois passé à l'ambassade de France au Liban.
- 2005: Il rentre d’exil le 7 mai avec le Général Aoun et Issam Abou Jamra pour continuer son travail politique au sein du Courant Patriotique Libre.
- 2005-2009: Élu député dans la circonscription du Metn Nord. Il a été nommé dans la commission de défense nationale, de l’intérieur et des municipalités.